# Сосновоборское
Сосновоборское — село Петровского района Саратовской области. Входит в состав Грачёвского муниципального образования.

## История
В 1963 году указом Президиума Верховного Совета РСФСР село Грязнуха переименовано в Сосновоборское.

## Население
| 2002 | 2010 |
| ---- | ---- |
| 875  | ↘800 |